# Gardno, Hạt Gryfino
Gardno [ˈɡardnɔ] (Garden Đức)  là một ngôi làng thuộc khu hành chính của Gmina Gryfino, thuộc hạt Gryfino, West Pomeranian Voivodeship, ở phía tây bắc Ba Lan, gần biên giới Đức. Nó nằm khoảng 10 kilômét (6 mi)   phía đông Gryfino và 18 km (11 mi)     phía nam thủ đô khu vực Szczecin.
Ngôi làng có dân số 1.100 người.